# L'Incroyable Secret
L'Incroyable Secret (titre original : Night Probe!) est un roman d’espionnage américain de Clive Cussler paru en 1981.

## Résumé
1989, alors que le Québec souhaite son indépendance vis-à-vis du Canada, Heidi Milligan, membre de l'US Navy qui travaille son doctorat d'histoire, découvre accidentellement une référence obscure à un « Traité Nord-Américain » ; un pacte entre les États-Unis et la Grande-Bretagne datant de 1914 et qui a été oublié de tous. Le Président des États-Unis estime que ce traité pourrait résoudre les problèmes que connaît son pays et le Canada, mais l'un des deux exemplaires connus aurait sombré avec l'Empress of Ireland et l'autre se trouverait au fond de l'Hudson à la suite d'un accident ferroviaire. Dirk Pitt de la NUMA est alors chargé de mettre la main sur l'une de ces deux copies.
Cependant du côté britannique, il est dans l’intérêt du gouvernement de Sa Majesté que le Traité Nord-Américain ne soit jamais retrouvé. Brian Shaw, ancien membre du Secret Intelligence Service à la retraite, reprend ainsi du service avec pour mission de contrer les efforts des Américains et de Pitt.

## Personnages
- Dirk Pitt : Directeur des projets spéciaux de la National Underwater and Marine Agency (NUMA)
- Brian Shaw :  Ancien membre du Secret Intelligence Service Britannique qui a été forcé de prendre sa retraite dans la mesure où il était poursuivi par le SMERSH. Shaw reprend du service pour contrer les efforts des Américains dans leur quête pour trouver le Traité Nord-Américain. Clive Cussler laisse fortement entendre que Brian Shaw serait James Bond vivant sous un nom d'emprunt.
- Heidi Milligan : Membre de l'US Navy faisant des recherches historiques. C'est elle qui découvre la première l'existence du le Traité Nord-Américain. Heidi Milligan était déjà présente dans le roman Vixen 03.
- Charles Sarveux : Premier ministre du Canada. Sa femme s’appelle Danielle.
- Henri Villon (Henry dans la version originale): Membre du Parti libéral canadien et le chef secret de la Société Québec Libre.
- Foss Gly : Un mercenaire.
- Amiral James Sandecker - Le directeur en chef de la NUMA.
- Le président des États-Unis

## Lieux de l'histoire
- États-Unis (Fleuve Hudson, Washington, Los Angeles)
- Canada
- Épave de l'Empress of Ireland
- Londres